# PyChess
PyChess — бесплатная свободная шахматная программа разработанная под GNU. Программа позволяет играть как без интернета, так и через интернет-сервер. В PyChess также встроен шахматный движок. Для более сильных игроков предусмотрена возможность добавления внешнего шахматного движка.

## История
Томас Дибдахль Ахль (Thomas Dybdahl Ahle) в 2006 году начал разработку программы PyChess. Первая версия программы вышла осенью того же года, но содержала минимум возможностей, чтобы сыграть партию в шахматы, но уже был установлен шахматный движок от GNU Chess.
В конце 2006 года проект PyChess был близок к тому, чтобы стать частью GNOME Games, которые искали отсутствующие у них программы. Но в итоге в Игры GNOME (GNOME Games) были добавлены более распространённые glChess. Шахматы GNOME до сих пор активно разрабатываются и являются частью проекта GNOME.
Затем были переговоры разработчиков двух шахматных программ, по результатам которых они пришли к выводу, что каждое приложение охватывает свой круг игроков. В частности, PyChess рассчитан на более сильных шахматистов.
В 2009 году PyChess была отмечена золотой медалью в премии Les Trophées du Libre в Париже.
В 2011 программа оказалась в семёрке наиболее часто используемых приложений для доступа к бесплатному серверу.
Начиная с версии 0.12 PyChess использует PyGObject и GTK+ 3, предыдущие версии использовали устаревший PyGTK.

## Логотип
Нынешний логотип PyChess был придуман Карлом Кренски (Karol Kreński) в 2007 году.

## Цели
Цитата с сайта PyChess:

Миссия PyChess состоит в создании свободной, приятной, pygtk шахматной игры для Linux пользователей, которая удовлетворит любые запросы от продвинутого шахматного клиента.
Оригинальный текст (англ.)
The mission of PyChess is to create a free, pleasant, pygtk chess game for the Linux desktop that does everything you require from an advanced chess client.

Проект PyChess делает упор на простоту, пытаясь избежать сложных пользовательских интерфейсов XBoard и BabasChess. Это подразумевает медленное добавление новых функций, чтобы их можно было интегрировать в общую схему использования и заставить все «просто работать». В то же время проект стремится содержать большинство функций, известных из основных шахматных клиентов Windows, таких как Chessbase и Aquarium от ChessOK. 